# 细茎沼兰
细茎沼兰（学名：Crepidium khasianum）为兰科沼兰属下的一个种。

## 扩展阅读
維基物種上的相關：细茎沼兰